# Claudio Spadaro
Claudio Spadaro (Taranto, 17 giugno 1953) è un attore italiano.

## Biografia
Nel 1980 è tra i protagonisti del film Corse a perdicuore, per la regia di Mario Garriba. Nel 1984 lavora con il regista Marco Bellocchio sul set del film Enrico IV. Nel 1986 fa parte del cast del film Sembra morto... ma è solo svenuto come spalla dei protagonisti Sergio Castellitto e Marina Confalone.
Per ben quattro volte interpreta il ruolo di Benito Mussolini (aiutato da una buona somiglianza fisica), dapprima nel film Un tè con Mussolini (1999) di Franco Zeffirelli, e successivamente nelle produzioni televisive, Maria José - L'ultima regina (2001) di Carlo Lizzani, Mafalda di Savoia - Il coraggio di una principessa (2006) di Maurizio Zaccaro e Trilussa - Storia d'amore e di poesia (2013) di Lodovico Gasparini. Dal 2008 al 2010 interpreta l'agente dei servizi segreti Pigreco nella serie Romanzo criminale - La serie.

## Filmografia

### Cinema
- Corse a perdicuore, regia di Mario Garriba (1980)
- Sogni d'oro, regia di Nanni Moretti (1981)
- Giocare d'azzardo, regia di Cinzia TH Torrini (1982)
- Io, Chiara e lo Scuro, regia di Maurizio Ponzi (1983)
- Son contento, regia di Maurizio Ponzi (1983)
- Un ragazzo e una ragazza, regia di Marco Risi (1984)
- Barcamenandoci, regia di Antonio Bido (1984)
- Enrico IV, regia di Marco Bellocchio (1984)
- Segreti segreti, regia di Giuseppe Bertolucci (1985)
- Dèmoni, regia di Lamberto Bava (1985)
- Diavolo in corpo, regia di Marco Bellocchio (1986)
- Giovanni Senzapensieri, regia di Marco Colli (1986)
- Sembra morto... ma è solo svenuto, regia di Felice Farina (1986)
- Il ventre dell'architetto (The Belly of an Architect), regia di Peter Greenaway (1987)
- Willy Signori e vengo da lontano, regia di Francesco Nuti (1989)
- Affetti speciali, regia di Felice Farina (1989)
- Il male oscuro, regia di Mario Monicelli (1990)
- Atto di dolore, regia di Pasquale Squitieri (1990)
- La fine è nota, regia di Cristina Comencini (1993)
- La scorta, regia di Ricky Tognazzi (1993)
- Mario e il mago, regia di Klaus Maria Brandauer (1994)
- Un tè con Mussolini (Tea with Mussolini), regia di Franco Zeffirelli (1999)
- Guardami, regia di Davide Ferrario (1999)
- De reditu - Il ritorno, regia di Claudio Bondi (2004)
- Raul - Diritto di uccidere, regia di Andrea Bolognini (2005)
- Ma che ci faccio qui!, regia di Francesco Amato (2006)
- L'ora di punta, regia di Vincenzo Marra (2007)
- Sanguepazzo, regia di Marco Tullio Giordana (2008)
- Noi credevamo, regia di Mario Martone (2010)
- Il padre e lo straniero, regia di Ricky Tognazzi (2010)
- Ci vediamo a casa, regia di Maurizio Ponzi (2012)
- La terra dei santi, regia di Fernando Muraca (2015)
- Guarda in alto, regia di Fulvio Risuleo (2017)

### Televisione
- Western di cose nostre, regia di Pino Passalacqua – film TV (1984)
- La piovra 4, regia di Luigi Perelli – miniserie TV (1989)
- L'ispettore Sarti, regia di Maurizio Rotundi – miniserie TV (1991)
- Il dono di Nicholas, regia di Robert Markowitz – film TV (1998)
- Sotto la luna, regia di Franco Bernini – film TV (1998)
- Distretto di Polizia – serie TV, episodi 1x02-2x02-10x04 (2000-2010)
- Maria José - L'ultima regina, regia di Carlo Lizzani – miniserie TV (2002)
- Don Matteo – serie TV, episodi 4x13, 13x06 (2004, 2022)
- Paolo Borsellino, regia di Gianluca Maria Tavarelli – miniserie TV (2004)
- Lucia, regia di Pasquale Pozzessere – film TV (2005)
- Giovanni Paolo II, regia di John Kent Harrison – miniserie TV (2005)
- Mafalda di Savoia, regia di Maurizio Zaccaro – miniserie TV (2006)
- Crimini – serie TV, due episodi (2006, 2010)
- R.I.S. Roma - Delitti imperfetti, regia di Fabio Tagliavia – serie TV, episodio 1x20 (2010)
- Romanzo criminale - La serie – serie TV (2010)
- Trilussa - Storia d'amore e di poesia, regia di Lodovico Gasparini – miniserie TV (2013)
- Il giudice meschino, regia di Carlo Carlei – miniserie TV (2014)
- 1992, regia di Giuseppe Gagliardi – serie TV, episodio 1x03 (2015)
- Governance - Il prezzo del potere, regia di Michael Zampino – film Prime Video (2021)
- Le indagini di Lolita Lobosco, regia di Luca Miniero – serie TV, episodi 2x02-2x03 (2023)